# 土岐朝旨
土岐 朝旨（とき ともむね、安永2年（1773年） - 天保9年6月21日（1838年8月10日））は、江戸時代後期の旗本。官位は従五位下肥前守、豊前守。通称は金三郎。字（あざな）は承之。号は愚叟（ぐそう）。江戸崎土岐家の一族。
土岐朝貞の三男で、深津定種の養子である深津盛徳の三男。母は水野守鑑の娘。正室は小長谷時懋の娘。子に朝昌、頼旨、娘（松平信敏室・松平信璋母）、娘（遠山景纂室）などがいる。
天明5年（1785年）に土岐朝堯の末期養子となり、翌天明6年（1786年）3月6日に遺跡を継承する。寛政6年（1794年）8月26日に小納戸へ入り、9月10日に小姓となり、寛政9年（1797年）2月27日に西丸小姓となり11代将軍徳川家斉の世子徳川家慶に仕えた。
享和2年（1802年）4月に西丸小姓頭取、文化11年（1814年）12月1日に小姓組番頭格、御側御用取次見習となり、文化14年（1817年）6月1日に御側御用取次となり1千4百石を加増された。1827年に2千石、1836年に3千石を加増されて、最終的に家禄は6百石から7千石となった。家斉父子が朝旨を重用したことが窺い知れる。
天保8年（1837年）4月2日に大御所となった家斉の御用も務め、翌天保9年（1838年）6月21日に死去。享年66。家督は子の朝昌が相続した。　
著作に『善事須修（ぜんじしゅしゅう）』・『武家必用童形用心大略』・『幼童教諭本具三郎宝』など。

## 経歴
- 天明6年（1786年）3月6日、家督相続。知行は600石。
- 寛政6年（1794年）8月26日、小納戸。9月10日、小姓。
- 寛政9年（1797年）2月27日、西丸小姓
- 享和2年（1802年）4月、西丸小姓頭取
- 文化11年（1814年）12月1日、小姓組番頭格、御側御用取次見習
- 文化14年（1817年）6月1日、御側御用取次、1400石加増
- 文政10年（1827年）5月7日、2000石加増
- 天保7年（1836年）9月4日、3000石加増
- 天保8年（1837年）4月2日、家斉御用も兼任
- 天保9年（1838年）6月21日、死去。享年66。